# Kapellenberg (Heimersheim)

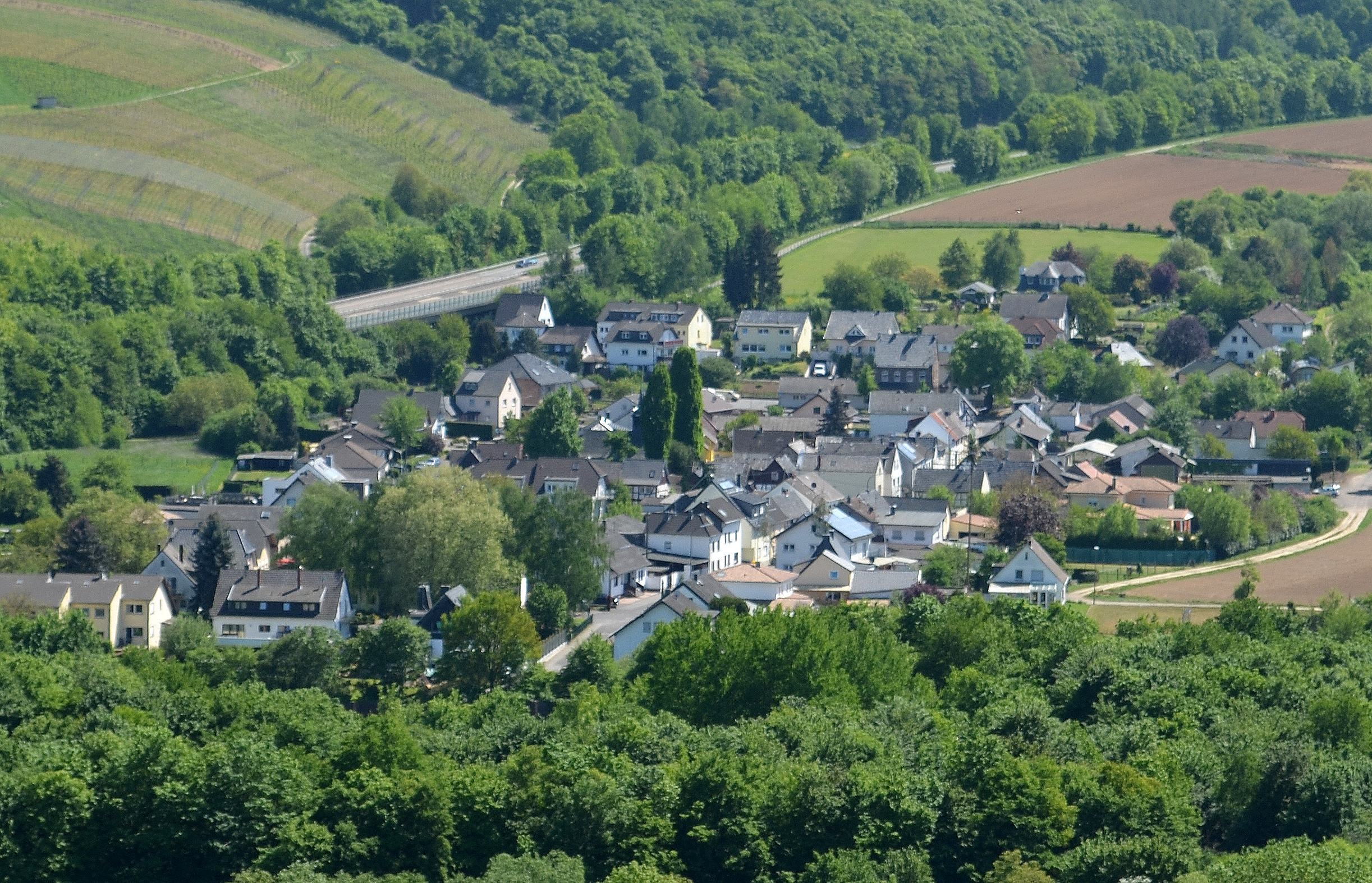
Ehlingen mit links oben dem Kapellenberg

Der Kapellenberg, auch Heimersheimer Kapellenberg genannt,  ist eine Einzellage im Bad Neuenahr-Ahrweiler Ortsbezirk Heimersheim bei Ehlingen im deutschen Weinbaugebiet Ahr im unteren Ahrtal. Sie ist Teil der Großlage Klosterberg im Bereich Walporzheim/Ahrtal.

## Lage

### Namensherkunft
Der Name Kapellenberg leitet sich von der Ehlinger Hubertus-Kapelle ab, die in der Mitte des 17. Jahrhunderts erstmals erwähnt wurde und in ihrer heutigen Form aus dem aus dem 18. Jahrhundert stammt.

### Geographische Lage
Die Lage befindet südlich der Ahr und südlich des Ehlinger Leys und östlich von Ehlingen. Sie ist zusammen mit der Landskrone talabwärts die letzte bestockte Lage, weil ehemalige Weinbergslagen bei Bad Bodendorf Ende des 19. Jahrhunderts der Reblaus zum Opfer gefallen sind. Sie hat eine ausgewiesene Fläche von 22 Hektar, davon sind (Stand 2024) ca. 17,9 Hektar bestockt.   Die Exposition ist westlich bis südwestlich. Der Weinberg Burggarten hat eine Höhe von 100 bis 150 m ü. NHN Meter mit einer Steigung bis zu 50 %. Als  erste Lage der Ahr wurde der Kapellenberg, auch wegen vorheriger Frostschäden, 1957 flurbereinigt.

### Geologische Lage und Bestockung
Wie an der Ahr üblich, macht Spätburgunder den Großteil der Bestockung aus, aber auch Portugieser und etwas Frühburgunder und als Weißwein Weißburgunder werden angebaut. Der Wein wächst vorwiegend auf  einen Boden aus Schieferverwitterungsböden, Lößlehm und Gehängelehm.